# Drávafok megállóhely
Drávafok megállóhely egy Baranya vármegyei vasúti megállóhely (korábban vasútállomás) a MÁV üzemeltetésében. Jelenleg a Barcs–Középrigóc–Villány-vasútvonalon idáig zajlik teherforgalom, Sellye felől.

## Vasútvonalak
A megállóhelyet az alábbi vasútvonalak érintik:
- Középrigóc–Villány-vasútvonal

## Kapcsolódó állomások
A vasúti megállóhelyhez az alábbi állomások vannak a legközelebb:
- Vitézipuszta megállóhely (Középrigóc–Villány-vasútvonal)
- Bogdása megállóhely (Középrigóc–Villány-vasútvonal)

## Megközelítése
A megállóhely Drávafok nyugati részén helyezkedik el, közúti megközelítését az 5804-es út (a helyi Zrínyi Miklós utca), illetve az abból kiágazó 58 321-es számú mellékút teszi lehetővé.

## Forgalom
A vasútállomáson és vele együtt a vasútvonal egy szakaszán 2006. május 8-ával megszűnt a személyforgalom, azóta csak Sellye felől járnak erre tehervonatok.